# Numicia meridionalis
Numicia meridionalis är en insektsart som beskrevs av Synave 1959. Numicia meridionalis ingår i släktet Numicia och familjen Tropiduchidae. Inga underarter finns listade i Catalogue of Life.